# Wólka Babska
Wólka Babska [pronunciación en polaco: /ˈvulka bapska/] es un pueblo ubicado en el distrito administrativo de Gmina Biała Rawska, dentro del condado de Rawa, Voivodato de Łódź, en el centro de Polonia. Se encuentra a unos 9 kilómetros al noroeste de Biała Rawska, a 11 kilómetros al noreste de Rawa Mazowiecka, y a 62 kilómetros al este de la capital regional Łódź.
El pueblo tiene una población de aproximadamente 140 habitantes.